# Terzo pagante
Con terzo pagante (o terzo pagatore) si indica un soggetto economico pagatore, terzo appunto nel caso di una transazione tra i due soggetti del beneficiante e l'erogatore della prestazione. Per estensione, si intende anche il criterio contabile imperniato sulla presenza di tale soggetto terzo, spesso in riferimento all'amministrazione sanitaria o assistenziale.

## Definizione
Per terzo pagante si intende un intermediario economico, pubblico o privato (ad esempio: una società assicurativa), che ha il ruolo di erogare fondi al fine di potere erogare un servizio, tipicamente di pubblica utilità, ai beneficiari finali.

## Esempi
Un esempio tipico di applicazione è come metodo di rimborso sanitario (Modello Beveridge): in questo caso, al soggetto beneficiario non viene addebitato l'intero costo del servizio che usufruisce, ma solo una quota calcolata in base alla contribuzione fiscale, eventualmente solo per un'ammontare maggiore ad una certa quota coperta da franchigia.

## Limiti e critiche
Una critica comune è la difficoltà nel controllare i limiti nella spesa del ricorso al terzo pagante: spesa che ricade comunque su una pluralità di soggetti contributori.
Il modello del terzo pagante si intende contrapposto a quello del terzo garante (Modello Bismarck), dove l'intermediario possiede solo un ruolo attivo di controllo sulle spese, che vengono affrontate dal beneficiario. Esistono comunque intermediari che operano con entrambi i ruoli.